# Haplomunna hubbsi
Haplomunna hubbsi är en kräftdjursart som beskrevs av Wilson 1976. Haplomunna hubbsi ingår i släktet Haplomunna och familjen Haplomunnidae. Inga underarter finns listade i Catalogue of Life.